# Philocaenus rotundus
Philocaenus rotundus is een vliesvleugelig insect uit de familie Pteromalidae. De wetenschappelijke naam is voor het eerst geldig gepubliceerd in 1994 door van Noort.